# نوشهر (فولاد لوي الشمالي)
نوشهر (بالفارسية: نوشهر) هي قرية تقع في إيران في أردبيل. يقدر عدد سكانها بـ 1,704 نسمة .